# مدال زبابي دروهارد
مدال زبابي دروهارد (الاسم العلمي: Microgale drouhardi)، نون من الثدييات المنتمية إلى المداليات. وهو متوطن في مدغشقر. موائله الطبيعية هي غابات الأراضي المنخفضة الرطبة شبه الاستوائية أو الاستوائية والغابات الجبلية الرطبة شبه الاستوائية أو الاستوائية. وهو مهدد بفقدان الموائله.